# Sint-Kwintenskapel

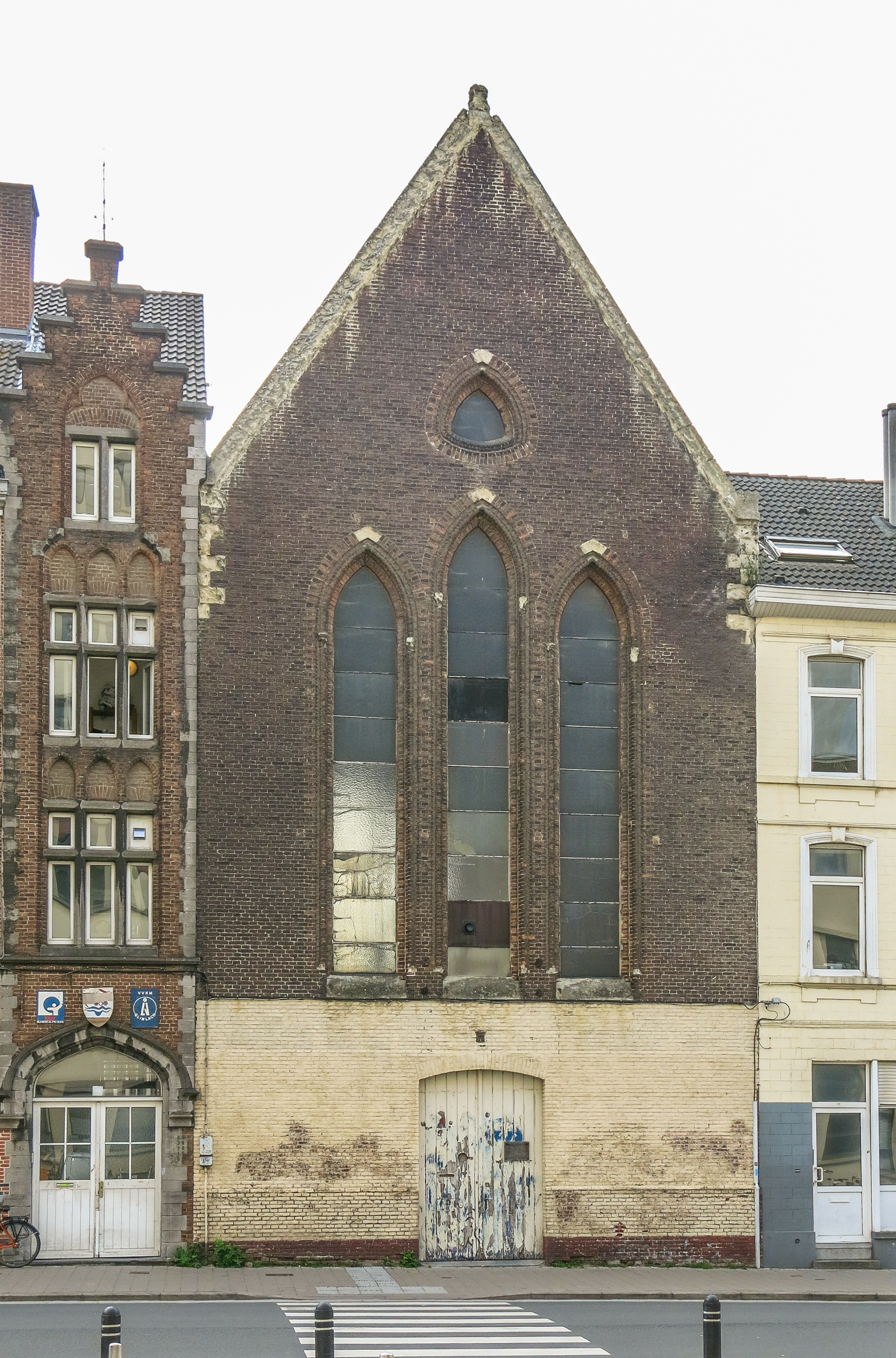
Sint-Kwintenskapel

De Sint-Kwintenskapel is een kapel in de Belgische stad Gent. Ze is toegewijd aan Quintinus, lokaal Kwinten genoemd. Het was een initiatief bij het begin van de werking van het Sint-Vincentius a Paulogenootschap te Gent.

## Geschiedenis
Deze neogotische kapel bouwde men in 1857. Baron Jean Baptiste Bethune was verantwoordelijk voor het ontwerp. De locatie en het bouwtype verwijzen naar een veel oudere verdwenen kapel uit circa 1300. Ze zou zijn gebouwd in opdracht van een abt van de Sint-Pietersabdij en ook toegewijd aan Sint-Kwinten. De vroegere Sint-Kwintenskapel werd in 1580 samen met andere goederen van de nabijgelegen Sint-Pietersabdij in beslag genomen. Van 1641 tot 1648 was de Sint-Kwintenskapel hoogstwaarschijnlijk bediend door ongeschoeide karmelieten. Na 1760 werd de kapel verlaten.
De huidige eenbeukige kapel werd tot 1917 gebruikt door de jongensschool van de broeders der Christelijke Scholen die kort na 1857 naast de kapel werd opgetrokken.

## De kapel in de 21e eeuw
In 2017 werd er een initiatief opgestart om de kapel om te vormen tot een toneeldecor. Eerder had Jetty Roels hier 28 jaar lang Dansstudio "D' Oude Kapel.